# 1176 Lucidor
Az 1176 Lucidor (ideiglenes jelöléssel 1930 VE) a Naprendszer kisbolygóövében található aszteroida. Eugène Joseph Delporte fedezte fel 1930. november 15-én.